# Ablon-sur-Seine
Ablon-sur-Seine település Franciaországban, Val-de-Marne megyében. Lakosainak száma 6029 fő (2022. január 1.). Ablon-sur-Seine Villeneuve-le-Roi, Athis-Mons és Vigneux-sur-Seine községekkel határos.

## Népesség
A település népessége az elmúlt években az alábbi módon változott:
| Lakosok száma | 5527 | 5823 | 5785 | 5818 | 5852 | 5906 | 5946 | 6029 |
|               | 2015 | 2016 | 2017 | 2018 | 2019 | 2020 | 2021 | 2022 |